# American University of Paris
American University of Paris (Americká univerzita v Paříži), zkráceně AUP je soukromá univerzita v Paříži. Sídlí na Avenue Bosquet č. 31 v 7. obvodu. Zaměřuje se na společenské vědy a komunikaci. Byla založena v roce 1962 a má zhruba 1000 studentů zhruba 100 národností. Profesoři pocházejí z asi 15 různých zemí a 80 % z nich má doktorát pro svou specializaci. AUP je nejstarší americkou univerzitou v Evropě.
V knize Šifra mistra Leonarda spisovatele Dana Browna se univerzita vyskytuje jako místo přednášky o symbolech, kterou zde přednesl Robert Langdon, hlavní postava románu.